# 벤저민 프랭클린 자서전
벤저민 프랭클린 자서전 ( The Autobiography of Benjamin Franklin ) 은 벤저민 프랭클린이 1771년에서 1790년까지 썼던 그 자신의 삶을 기록한 미완성된 작품이다. 지금까지 쓰여진 자서전 중에 가장 유명한 작품 중의 하나이다.